# John Savidge
John Andrew Savidge (* 18. Dezember 1924 in Nottingham; † 26. Dezember 1979 in Chester) war ein britischer Kugelstoßer.
Bei den Europameisterschaften 1950 in Brüssel wurde er Siebter und bei den Olympischen Spielen 1952 in Helsinki Sechster.
1954 siegte er für England startend bei den British Empire and Commonwealth Games in Vancouver und wurde bei den Europameisterschaften in Bern Fünfter.
Von 1952 bis 1954 wurde er dreimal in Folge Englischer Meister. Seine persönliche Bestleistung von 16,83 m stellte er am 8. Mai 1954 in Cardiff auf.